# Piet Schrijvers
Pieter "Piet" Schrijvers, född 15 december 1946 i Jutphaas i Nieuwegein, provinsen Utrecht, död 7 september 2022 i Ermelo i Gelderland, var en nederländsk fotbollsspelare (målvakt) som spelade för FC Twente och AFC Ajax.
Piet Schrijvers var med i Nederländernas VM-lag som tog silver 1974 och 1978. Han blev andremålvakt bakom Jan Jongbloed under VM-slutspelen. Under VM 1978 fick Schrijvers chansen sedan Jongbloed gjort en dålig match mot Skottland i det första gruppspelet (2–3) men Schrijvers skadade sig under det andra gruppspelet och missade finalen. Hans proffskarriär började i Twente 1967 och 1973 flyttade han till Ajax. Han blev landslagsmålvakt 1971 och gjorde sin första turnering som förstemålvakt i landslaget i EM 1976. Han var även förstemålvakt under EM 1980. Han gjorde totalt 46 A-landskamper (1971–1984).